# Принчипе, Реми
Реми Принчипе (итал. Remy Principe; 25 августа 1889, Венеция — 5 декабря 1977, Рим) — итальянский скрипач и музыкальный педагог.
Учился в Венецианском музыкальном лицее у Франческо Гварньери, затем у Люсьена Капе в Париже. Играл в составе нескольких квартетов, в камерном ансамбле «Виртуозы Рима». В 1921 г. исполнил премьеру скрипичного концерта Риккардо Дзандонаи.
В большей степени, однако, был известен как преподаватель. На протяжении многих лет работал в Национальной Академии Санта-Чечилия. Уже в 1920 г. о его учениках (и, стало быть, педагогическом даре) высоко отзывался Артуро Тосканини. Среди учеников Принчипе были Джоконда де Вито, Карло Мария Джулини, Айона Браун и почти весь первоначальный состав камерного оркестра «И музичи». Написал учебник «Скрипка. Руководство по скрипичной учёбе и культуре» (итал. Il Violino. Manuale di Cultura e Didattica Violinistica; 1939, совместно с Джулио Паскуали). Входил в состав жюри ведущих международных конкурсов (в том числе восемь раз в жюри Конкурса имени Паганини).
Автор небольших камерных пьес. Скрипичный концерт Николо Паганини иногда исполняется с его каденцией.